# 山口県道183号中ノ関港新田線
山口県道183号中ノ関港新田線（やまぐちけんどう183ごう なかのせきこうしんでんせん）は、山口県防府市を通る一般県道である。

## 概要
防府市大字浜方の中関港から防府市大字新田に至る。

### 路線データ
- 起点：防府市大字浜方（中関港、山口県道58号防府環状線上、山口県道190号中ノ関港線起点）
- 終点：防府市大字新田（新田交差点、山口県道185号防府停車場向島線交点）

## 歴史
- 1958年（昭和33年）10月1日 - 山口県告示第644号の2により認定される。
- 1972年（昭和47年） - 山口県の県道番号再編により現行の路線番号に変更される。

## 路線状況

### 重複区間
- 山口県道58号防府環状線（防府市大字浜方（起点） - 防府市大字浜方・浜方交差点）
- 山口県道190号中ノ関港線（防府市大字浜方（起点） - 防府市大字田島・田島交差点）

### 道路施設

#### 橋梁
- 三の桝橋（防府市、山口県道58号防府環状線重複区間内）
- 二の桝橋（防府市）

## 地理

### 通過する自治体
- 防府市

### 交差する道路
| 交差する道路                                                             | 交差する場所 | 交差する場所      |
| ------------------------------------------------------------------------ | ------------ | ----------------- |
| 山口県道58号防府環状線 重複区間起点 山口県道190号中ノ関港線 重複区間起点 | 大字浜方     | 起点              |
| 山口県道58号防府環状線 重複区間終点                                      | 大字浜方     | 浜方交差点        |
| 山口県道190号中ノ関港線 重複区間終点                                     | 大字田島     | 田島交差点        |
| 山口県道185号防府停車場向島線                                            | 大字新田     | 新田交差点 / 終点 |

### 沿線
- 中関ゴルフ倶楽部
- 航空自衛隊
  - 防府南基地
  - 防府北基地
- 防府市役所 中関出張所
- 防府市立中関小学校
- 防府市立華陽中学校